# Hartmut Sangmeister
Hartmut Sangmeister (* 1945 in Fulda) ist ein deutscher Wirtschaftswissenschaftler. Er war bis August 2012 Professor für Entwicklungsökonomik am Alfred-Weber-Institut für Wirtschaftswissenschaften der Universität Heidelberg. Er forscht hauptsächlich im Bereich Entwicklungspolitik; sein regionaler Forschungsschwerpunkt ist Lateinamerika.
Sangmeister erhielt 2003 den Lehrpreis des Landes Baden-Württemberg, 2009 wurde ihm die Verdienstmedaille in Gold der Industrie- und Handelskammer Rhein-Neckar verliehen.

## Schriften (Auswahl)

### Als Autor
- Die wirtschaftliche Entwicklung eines Randgebietes im Zeitalter der Industrialisierung (dargestellt am Beispiel des südhessischens Odenwaldes 1871 - 1913) – ein Beitrag zur Theorie und Praxis industrialisierungsgeschichtlicher Regionalforschung. Volkmann, Wiesenbach 1976, DNB 770443478 (zugleich Hochschulschrift, Heidelberg, Univ., Wirtschafts- u. Sozialwiss. Fak., Diss., 1976).
- mit Günter Menges: Europäische Wirtschaftskunde: statistische Vorlesungen über die Wirtschaft der Neun. 2. Auflage. Klostermann, Frankfurt am Main 1977, ISBN 3-409-27074-4.
- mit Dieter Nohlen: Macht, Markt, Meinungen: Demokratie, Wirtschaft und Gesellschaft in Lateinamerika. Verlag für Sozialwissenschaften, Wiesbaden 2004, ISBN 3-531-14343-3.
- mit Alexa-Schönstedt: Wege und Irrwege zum Wohlstand. Theorien und Strategien wirtschaftlicher Entwicklung. Nomos, Baden-Baden 2009, ISBN 978-3-8329-5003-3.
- Hispanoamerika. Wirtschaft-Politik-Geschichte. Nomos, Baden-Baden 2019, ISBN 978-3-8487-5102-0.
- mit Bernd Villhauer: Digitalization and Global Responsibility. In: Walter Frenz (Hrsg.): Handbook Industry 4.0 – Law, Technology, Society. 2022, S. 1161–1170, doi:10.1007/978-3-662-64448-5_61.

### Als Herausgeber
- mit Peter Birle und Detlef Nolte (Hrsg.): Demokratie und Entwicklung in Lateinamerika. Vervuert Verlag, Frankfurt am Main 2006, ISBN 3-86527-306-8.
- mit Rainer Öhlschläger (Hrsg.): Krisenhilfe oder Hilfe in Krisen? : Entwicklungszusammenarbeit mit Krisenländern. Nomos, Baden-Baden 2015, ISBN 978-3-8487-2979-1.
- mit Dorit Kluge (Hrsg.): Gesellschaftlicher Wandel und kulturelle Innovationen : Macht. Kultur. Zukunft. Nomos, Baden-Baden 2016, ISBN 978-3-8487-2802-2.
- mit Heike Wagner (Hrsg.): Verändert die europäische Flüchtlingskrise die Entwicklungszusammenarbeit? – Entwicklungszusammenarbeit im 21. Jahrhundert: Wissenschaft und Praxis im Dialog . Nomos, Baden-Baden 2017, ISBN 978-3-8487-3676-8.
- mit Heike Wagner (Hrsg.): Entwicklungszusammenarbeit 4.0 – Digitalisierung und globale Verantwortung. Nomos, Baden-Baden 2018, ISBN 978-3-8487-4838-9.
- mit Günther Maihold und Nikolaus Werz (Hrsg.): Lateinamerika. Handbuch für Wissenschaft und Studium. Nomos, Baden-Baden 2019, ISBN 978-3-8487-5247-8.
- mit Heike Wagner (Hrsg.): Engagement und Verantwortung der Zivilgesellschaft in der Entwicklungszusammenarbeit. Nomos, Baden-Baden 2020, ISBN 978-3-8487-6391-7.
- mit Heike Wagner (Hrsg.): Verantwortung und Engagement von Unternehmen in der Internationalen Zusammenarbeit. Nomos, Baden-Baden 2021, ISBN 978-3-7489-1225-5.
- mit Günther Maihold (Hrsg.): Zwischen Moskau, Peking und Washington: Lateinamerika in der Großmachtkonkurrenz. Nomos, Baden-Baden 2023, ISBN 978-3-7560-0033-3